# Trioza tripteridis
Trioza tripteridis är en insektsart som beskrevs av Burckhardt, Conci, Lauterer och Tamanini 1991. Trioza tripteridis ingår i släktet Trioza och familjen spetsbladloppor. Inga underarter finns listade i Catalogue of Life.